# Hamersen
Hamersen ist eine Gemeinde im Landkreis Rotenburg (Wümme) in Niedersachsen. Sie ist das zweitkleinste Dorf der Samtgemeinde Sittensen.

## Geografische Lage
Die Gemeinde liegt ca. 3 km südlich von Sittensen, zwischen Hamburg und Bremen und wird südlich vom Alpershausener Mühlenbach umflossen.

## Politik

### Gemeinderat
Der Rat der Gemeinde Hamersen setzt sich aus sieben Mitgliedern zusammen. Die Ratsmitglieder werden durch eine Kommunalwahl für jeweils fünf Jahre gewählt.
Die vergangenen Gemeinderatswahlen ergaben folgende Sitzverteilungen:
| Wahljahr | CDU | SPD | Gesamt  |
| -------- | --- | --- | ------- |
| 2021     | 6   | 1   | 7 Sitze |
| 2016     | 5   | 2   | 7 Sitze |

### Wappen
Durch einen goldenen schräglinks geneigten Ährenbalken in rot und grün geteilter Schild; im oberen grünen Feld eine silberne Heideblüte und im unteren roten Feld ein silberner Wacholderstrauch. Die Farben der Gemeinde Hamersen sind grün und rot.

## Wirtschaft und Infrastruktur
Die Gemeinde ist durch eine produktive Landwirtschaft geprägt. Es gibt 14 überwiegend hauptberufliche Landwirte. Zwei Landmaschinenhändler und eine große Bautischlerei sind weitere Gewerbebetriebe.  Neben der Landwirtschaft gibt es in Hamersen ein Landgasthaus mit Saalbetrieb und Diskothekenbetrieb.